# فلم قصير
الفلم القصير نوع من الفلم السينمائي يتميز بقصر وقته الذي يتراوح بحسب التصنيفات من دقيقة إلى 30 دقيقة، ويشبه القصة القصيرة بالنسبة إلى الرواية في عالم الأدب.

## تعريف الفلم القصير
الحدود بين الفلم القصير والمتوسط والطويل قد تختلف وفقا لتعريفات:
- في فرنسا، المركز الوطني للتصوير السينمائي يعرف الفلم القصيراعتمادا على مرسوم يعود تاريخه إلى عام 1964، الذي يعتبر الفلم القصير «فلم سينمائي لا يتعدى 600 مترا في شكل 35مم»(أو طول يعادله في أشكال أخرى)، ومدته حوالي 59د.
- في الولايات المتحدة الأمريكية (و.م.أ) صنف موقع IMDb، الأفلام «القصيرة» تلك الأفلام التي مدتها أقل من 45د.

و مع أن الأفلام التي مدتها أكثر من 30د عادة ما تعتبر أفلاما متوسطة ولا تكون دائما مقبولة في المهرجانات.
منذ عدة سنوات، بدأ يطلق اسم فلم قصير جدا على الأفلام التي لا تتجاوز مدتها أكثر من ثلاث أو أر بع دقائق. خصصت منافسات خاصة لها.

## طرق بديلة للتوزيع
بما أن الفلم القصير أقل شهرة في مجال التوزيع الكلاسيكي، استفاد الفلم القصير من اهتمام بعض المهرجانات المختصة كما استفاد من مواقع مخصصة له على الأنترنت. ونجده حتى في الهواتف النقالة.
إنه لمن المهم ذكر أن بعد المراكز السنيمائية ببعد البلدان ساهمت بشدة في تنمية هذا النوع من السينما، ونجد أن هذه الأفلام بدأت تأخذ مكانتها في السينما الحديثة، هذا النوع من الأفلام استفاد أيضا من تطور التلفاز وانتشاره، تشتري العديد من القنوات التلفزية هذه الأفلام وتعرضها لمشاهديها، كما يجدر الذكر أن انتشار دي في دي ساهم في انتشاره، حيث هناك DVD متخصصة في هذه الفئة من الأفلام.

## رقم قياسي
أصغر فلم قصير في العالم أعطي رخصة البث هو فلم سولدير بوي بالإنجليزية (Soldier Boy)أخرج من طرف (لي شولles sholes) والذي مدته لا تتجاوز 7 ثواني. وفي سنة 2014 قام مخرج (علاء نورالدين Alaa Nouriddin) بأخراج فلم (HUMAN LIFE) أقصر فلم قصير والذي مدته لا تتجاوز 6 ثواني وفلم يحكي أو يعبر عن حياة الإنسان لكل مرحلة أو زمن الذي يعيشها الإنسان عن طريق 6 صور لتعابير الوجه في 6 ثواني.